# Any Europeu de les Persones amb Discapacitat
L'any 2003 fou designat Any Europeu de les Persones amb Discapacitat (AEPD) pel Consell de la Unió Europea, que hi dedicà un pressupost de dotze milions d'euros. L'Any fou iniciat oficialment sota la presidència grega, a Atenes, el dia 26 de gener del 2003. La cerimònia d'obertura fou codirigida per Julie Fernandez.